# Selección de fútbol sub-17 de España
La selección de fútbol sub-17 Masculina de España es el equipo formado por jugadores de nacionalidad española menores de 17 años de edad, que representa a España a través de la Real Federación Española de Fútbol, en las dos competiciones oficiales de la categoría, el Europeo sub-17 y el Mundial sub-17.
Es la primera de las categorías inferiores de la selección nacional y sustituyó en competiciones oficiales a la selección sub-16, ya que internacionalmente esa categoría pasó a «sub-17» en 1991 para la FIFA y en 2002 para la UEFA. España es la selección más laureada de la categoría con nueve títulos continentales.

## Resultados
Leyenda: PJ: Partidos jugados; G: Partidos ganados; E: Partidos empatados; P: Partidos perdidos; GF: Goles a favor; GC: Goles en contra.

### Mundial Sub-17
| Año                    | Ronda                                      | Posición                                   | PJ                                         | PG                                         | PE                                         | PP                                         | GF                                         | GC                                         |
| ---------------------- | ------------------------------------------ | ------------------------------------------ | ------------------------------------------ | ------------------------------------------ | ------------------------------------------ | ------------------------------------------ | ------------------------------------------ | ------------------------------------------ |
| China 1985             | No participó                               | No participó                               | No participó                               | No participó                               | No participó                               | No participó                               | No participó                               | No participó                               |
| Canadá 1987            | No participó                               | No participó                               | No participó                               | No participó                               | No participó                               | No participó                               | No participó                               | No participó                               |
| Escocia 1989           | No participó                               | No participó                               | No participó                               | No participó                               | No participó                               | No participó                               | No participó                               | No participó                               |
| Italia 1991            | Subcampeón                                 | 2.º                                        | 6                                          | 4                                          | 1                                          | 1                                          | 13                                         | 5                                          |
| Japón 1993             | No participó                               | No participó                               | No participó                               | No participó                               | No participó                               | No participó                               | No participó                               | No participó                               |
| Ecuador 1995           | Fase de grupos                             | 9.º                                        | 3                                          | 1                                          | 1                                          | 1                                          | 4                                          | 4                                          |
| Egipto 1997            | Tercer lugar                               | 3.º                                        | 6                                          | 5                                          | 0                                          | 1                                          | 22                                         | 6                                          |
| Nueva Zelanda 1999     | Fase de grupos                             | 9.º                                        | 3                                          | 1                                          | 1                                          | 1                                          | 7                                          | 2                                          |
| Trinidad y Tobago 2001 | Fase de grupos                             | 10.º                                       | 3                                          | 1                                          | 0                                          | 2                                          | 4                                          | 6                                          |
| Finlandia 2003         | Subcampeón                                 | 2.º                                        | 6                                          | 4                                          | 1                                          | 1                                          | 16                                         | 10                                         |
| Perú 2005              | No participó                               | No participó                               | No participó                               | No participó                               | No participó                               | No participó                               | No participó                               | No participó                               |
| Corea del Sur 2007     | Subcampeón                                 | 2.º                                        | 7                                          | 4                                          | 3                                          | 0                                          | 13                                         | 6                                          |
| Nigeria 2009           | Tercer lugar                               | 3.º                                        | 7                                          | 5                                          | 1                                          | 1                                          | 18                                         | 10                                         |
| México 2011            | No participó                               | No participó                               | No participó                               | No participó                               | No participó                               | No participó                               | No participó                               | No participó                               |
| EAU 2013               | No participó                               | No participó                               | No participó                               | No participó                               | No participó                               | No participó                               | No participó                               | No participó                               |
| Chile 2015             | No participó                               | No participó                               | No participó                               | No participó                               | No participó                               | No participó                               | No participó                               | No participó                               |
| India 2017             | Subcampeón                                 | 2.º                                        | 7                                          | 5                                          | 0                                          | 2                                          | 17                                         | 10                                         |
| Brasil 2019            | Cuartos de final                           | 6.º                                        | 5                                          | 3                                          | 1                                          | 1                                          | 10                                         | 8                                          |
| Perú 2021              | Cancelado debido a la pandemia de COVID-19 | Cancelado debido a la pandemia de COVID-19 | Cancelado debido a la pandemia de COVID-19 | Cancelado debido a la pandemia de COVID-19 | Cancelado debido a la pandemia de COVID-19 | Cancelado debido a la pandemia de COVID-19 | Cancelado debido a la pandemia de COVID-19 | Cancelado debido a la pandemia de COVID-19 |
| Indonesia 2023         | Cuartos de final                           | 5.º                                        | 5                                          | 3                                          | 1                                          | 1                                          | 7                                          | 4                                          |
| Qatar 2025             | No participó                               | No participó                               | No participó                               | No participó                               | No participó                               | No participó                               | No participó                               | No participó                               |
| Total                  | 11/20                                      | 3.º                                        | 58                                         | 36                                         | 10                                         | 12                                         | 131                                        | 71                                         |

### Europeo Sub-17
| Categoría Sub-16          |                                            |                                            |                                            |                                            |                                            |                                            |                                            |                                            |
| Año                       | Ronda                                      | Posición                                   | PJ                                         | PG                                         | PE                                         | PP                                         | GF                                         | GC                                         |
| Italia 1982               | No se clasificó                            | No se clasificó                            | No se clasificó                            | No se clasificó                            | No se clasificó                            | No se clasificó                            | No se clasificó                            | No se clasificó                            |
| Alemania 1984             | No se clasificó                            | No se clasificó                            | No se clasificó                            | No se clasificó                            | No se clasificó                            | No se clasificó                            | No se clasificó                            | No se clasificó                            |
| Hungría 1985              | Tercer lugar                               | 3.º                                        | 7                                          | 4                                          | 3                                          | 0                                          | 14                                         | 0                                          |
| Grecia 1986               | Campeón                                    | 1.º                                        | 7                                          | 6                                          | 1                                          | 0                                          | 19                                         | 3                                          |
| Francia 1987              | No se clasificó                            | No se clasificó                            | No se clasificó                            | No se clasificó                            | No se clasificó                            | No se clasificó                            | No se clasificó                            | No se clasificó                            |
| España 1988               | Campeón                                    | 1.º                                        | 5                                          | 3                                          | 2                                          | 0                                          | 8                                          | 2                                          |
| Dinamarca 1989            | Semifinales                                | -                                          | 7                                          | 3                                          | 2                                          | 2                                          | 12                                         | 9                                          |
| Alemania Democrática 1990 | Fase de grupos                             | 8.º                                        | 5                                          | 4                                          | 0                                          | 1                                          | 14                                         | 2                                          |
| Suiza 1991                | Campeón                                    | 1.º                                        | 7                                          | 5                                          | 1                                          | 1                                          | 17                                         | 6                                          |
| Chipre 1992               | Subcampeón                                 | 2.º                                        | 7                                          | 5                                          | 1                                          | 1                                          | 18                                         | 6                                          |
| Turquía 1993              | Cuartos de final                           | 5.º                                        | 6                                          | 3                                          | 1                                          | 2                                          | 6                                          | 4                                          |
| Irlanda 1994              | Fase de grupos                             | 10.º                                       | 7                                          | 5                                          | 1                                          | 1                                          | 18                                         | 7                                          |
| Bélgica 1995              | Subcampeón                                 | 2.º                                        | 8                                          | 7                                          | 0                                          | 1                                          | 14                                         | 3                                          |
| Austria 1996              | Fase de grupos                             | 10.º                                       | 5                                          | 3                                          | 0                                          | 2                                          | 13                                         | 5                                          |
| Alemania 1997             | Campeón                                    | 1.º                                        | 8                                          | 6                                          | 2                                          | 0                                          | 21                                         | 6                                          |
| Escocia 1998              | Tercer lugar                               | 3.º                                        | 8                                          | 4                                          | 2                                          | 2                                          | 10                                         | 7                                          |
| Rep. Checa 1999           | Campeón                                    | 1.º                                        | 8                                          | 8                                          | 0                                          | 0                                          | 26                                         | 2                                          |
| Israel 2000               | Cuartos de final                           | 7.º                                        | 6                                          | 4                                          | 0                                          | 2                                          | 15                                         | 6                                          |
| Inglaterra 2001           | Campeón                                    | 1.º                                        | 8                                          | 6                                          | 1                                          | 1                                          | 16                                         | 3                                          |
| Total                     | 16/19                                      | 1.º                                        | 109                                        | 76                                         | 17                                         | 16                                         | 241                                        | 71                                         |
| Categoría Sub-17          |                                            |                                            |                                            |                                            |                                            |                                            |                                            |                                            |
| Año                       | Ronda                                      | Posición                                   | PJ                                         | PG                                         | PE                                         | PP                                         | GF                                         | GC                                         |
| Dinamarca 2002            | Semifinales                                | -                                          | 8                                          | 5                                          | 2                                          | 1                                          | 21                                         | 11                                         |
| Portugal 2003             | Subcampeón                                 | 2.º                                        | 8                                          | 5                                          | 2                                          | 1                                          | 21                                         | 9                                          |
| Francia 2004              | Subcampeón                                 | 2.º                                        | 8                                          | 5                                          | 1                                          | 2                                          | 19                                         | 7                                          |
| Italia 2005               | Ronda élite                                | (NC)                                       | 3                                          | 2                                          | 1                                          | 0                                          | 3                                          | 1                                          |
| Luxemburgo 2006           | Tercer lugar                               | 3.º                                        | 8                                          | 5                                          | 2                                          | 1                                          | 19                                         | 5                                          |
| Bélgica 2007              | Campeón                                    | 1.º                                        | 8                                          | 6                                          | 2                                          | 0                                          | 12                                         | 3                                          |
| Turquía 2008              | Campeón                                    | 1.º                                        | 11                                         | 8                                          | 3                                          | 0                                          | 29                                         | 9                                          |
| Alemania 2009             | Fase de grupos                             | 5.º                                        | 9                                          | 4                                          | 5                                          | 0                                          | 14                                         | 4                                          |
| Liechtenstein 2010        | Subcampeón                                 | 2.º                                        | 11                                         | 9                                          | 0                                          | 2                                          | 37                                         | 7                                          |
| Serbia 2011               | Ronda élite                                | (NC)                                       | 6                                          | 5                                          | 0                                          | 1                                          | 18                                         | 6                                          |
| Eslovenia 2012            | Ronda élite                                | (NC)                                       | 6                                          | 4                                          | 2                                          | 0                                          | 17                                         | 4                                          |
| Eslovaquia 2013           | Ronda élite                                | (NC)                                       | 6                                          | 3                                          | 0                                          | 3                                          | 9                                          | 8                                          |
| Malta 2014                | Ronda élite                                | (NC)                                       | 6                                          | 4                                          | 1                                          | 1                                          | 8                                          | 2                                          |
| Bulgaria 2015             | Cuartos de final                           | 5.º                                        | 11                                         | 5                                          | 6                                          | 0                                          | 14                                         | 5                                          |
| Azerbaiyán 2016           | Subcampeón                                 | 2.º                                        | 12                                         | 8                                          | 4                                          | 0                                          | 18                                         | 6                                          |
| Croacia 2017              | Campeón                                    | 1.º                                        | 12                                         | 8                                          | 3                                          | 1                                          | 30                                         | 9                                          |
| Inglaterra 2018           | Cuartos de final                           | 6.º                                        | 10                                         | 5                                          | 3                                          | 2                                          | 16                                         | 8                                          |
| Irlanda 2019              | Semifinales                                | -                                          | 11                                         | 8                                          | 1                                          | 2                                          | 20                                         | 6                                          |
| Estonia 2020              | Cancelado debido a la pandemia de COVID-19 | Cancelado debido a la pandemia de COVID-19 | Cancelado debido a la pandemia de COVID-19 | Cancelado debido a la pandemia de COVID-19 | Cancelado debido a la pandemia de COVID-19 | Cancelado debido a la pandemia de COVID-19 | Cancelado debido a la pandemia de COVID-19 | Cancelado debido a la pandemia de COVID-19 |
| Chipre 2021               | Cancelado debido a la pandemia de COVID-19 | Cancelado debido a la pandemia de COVID-19 | Cancelado debido a la pandemia de COVID-19 | Cancelado debido a la pandemia de COVID-19 | Cancelado debido a la pandemia de COVID-19 | Cancelado debido a la pandemia de COVID-19 | Cancelado debido a la pandemia de COVID-19 | Cancelado debido a la pandemia de COVID-19 |
| Israel 2022               | Cuartos de final                           | 6.º                                        | 7                                          | 5                                          | 1                                          | 1                                          | 15                                         | 4                                          |
| Hungría 2023              | Semifinales                                | -                                          | 5                                          | 3                                          | 1                                          | 1                                          | 10                                         | 6                                          |
| Chipre 2024               | Fase de grupos                             | 15.º                                       | 3                                          | 0                                          | 0                                          | 3                                          | 2                                          | 6                                          |
| Albania 2025              | Ronda élite                                | (NC)                                       | 6                                          | 3                                          | 2                                          | 1                                          | 18                                         | 9                                          |
| Total                     | 16/22                                      | 1.º                                        | 136                                        | 86                                         | 34                                         | 16                                         | 291                                        | 102                                        |
| Total global              | 32/41                                      | 9 títulos                                  | 189                                        | 126                                        | 36                                         | 27                                         | 433                                        | 141                                        |

### Meridian Cup
| Categoría Juvenil FIFA |                                                                 |                                                                 |                                                                 |                                                                 |                                                                 |                                                                 |                                                                 |                                                                 |
| Año                    | Ronda                                                           | Posición                                                        | PJ                                                              | PG                                                              | PE                                                              | PP                                                              | GF                                                              | GC                                                              |
| Portugal 1997          | Subcampeón                                                      | 2.º                                                             | 5                                                               | 2                                                               | 2                                                               | 1                                                               | 9                                                               | 6                                                               |
| Sudáfrica 1999         | Campeón                                                         | 1.º                                                             | 5                                                               | 4                                                               | 1                                                               | 0                                                               | 14                                                              | 3                                                               |
| Italia 2001            | Campeón                                                         | 1.º                                                             | 4                                                               | 3                                                               | 1                                                               | 0                                                               | 9                                                               | 1                                                               |
| Egipto 2003            | Campeón                                                         | 1.º                                                             | 4                                                               | 4                                                               | 0                                                               | 0                                                               | 16                                                              | 1                                                               |
| Turquía 2005           | Subcampeón                                                      | 2.º                                                             | 4                                                               | 4                                                               | 0                                                               | 0                                                               | 9                                                               | 0                                                               |
| España 2007            | Desde 2007 la competición la disputan combinados de selecciones | Desde 2007 la competición la disputan combinados de selecciones | Desde 2007 la competición la disputan combinados de selecciones | Desde 2007 la competición la disputan combinados de selecciones | Desde 2007 la competición la disputan combinados de selecciones | Desde 2007 la competición la disputan combinados de selecciones | Desde 2007 la competición la disputan combinados de selecciones | Desde 2007 la competición la disputan combinados de selecciones |
| Total                  | 5/5                                                             | 1.º                                                             | 22                                                              | 17                                                              | 4                                                               | 1                                                               | 57                                                              | 11                                                              |

## Palmarés
- Copa del Mundo Sub-17:
  -  Subcampeón (4): 1991, 2003, 2007, 2017.
  -  Tercero (2): 1997, 2009.
- Campeonato de Europa Sub-17:
  -   Campeón (9): 1986, 1988, 1991, 1997, 1999, 2001, 2007, 2008, 2017. (Récord)
  -   Subcampeón (6): 1992, 1995, 2003, 2004, 2010, 2016.
  -   Tercero (4): 1985, 1998, 2006, 2023.

## Jugadores

### Última convocatoria
Convocatoria para el Mundial Sub-17 de 2023.